# 平沼ノ内
平沼ノ内（たいら ぬまのうち）は、福島県いわき市の大字である。郵便番号は970-0222。

## 地理
いわき市中央部の平地区に属し、地区内東部の太平洋に面する沿岸部に位置する。北で平下高久、南で平薄磯、平豊間、西で平上山口、平神谷作とそれぞれ隣接する。概ね町村制施行以前の磐前郡沼ノ内村の流れを汲む地域である。富神岬北側の太平洋沿岸部と南西側の丘陵地の二級水系弁天川流域を範囲とし、南部には豊間漁港沼ノ内地区が整備されている。沿岸部の平地に住宅地が広がっていたが、2011年3月11日に発生した東日本大震災の津波により大きな被害を受け、復興事業として大規模な防潮堤の整備と区画整理が行われた。内郷御厩町に所在するいわき中央警察署及び平字正内町に所在する平消防署がそれぞれ管轄にあたる。

### 主な字
字
- 新街
- 諏訪原
- 代ノ下

- 関ノ上
- 浜街
- 原後

- 西原
- 北ノ内

字の表記が無い地区
- 諏訪原一丁目
- 諏訪原二丁目

## 岬
- 富神岬

## 河川
弁天川

## 歴史
- 1879年1月27日 - 平藩領沼ノ内村が福島県内における郡区町村制の施行により磐前郡の村となる[4]。
- 1889年4月1日 - 町村制の施行により沼ノ内村が豊間村、薄磯村と合併し、磐城郡豊間村が発足する。旧沼ノ内村域は豊間村の大字となる[4]。
- 1896年4月1日 - 磐城郡と周辺郡との合併により石城郡が発足し、石城郡豊間村となる[4]。
- 1940年5月1日 - 町制施行に伴い石城郡豊間町の大字となる[4]。
- 1954年10月1日 - 豊間町が平市と合併し、平市の大字となる[4]。
- 1966年10月1日 - 平市が磐城市・常磐市・内郷市・勿来市、石城郡小川町・遠野町・四倉町・川前村・田人村・好間村・三和村、双葉郡久之浜町・大久村と合併しいわき市となり、いわき市平地区の大字となる[4]。

## 世帯数と人口
2023年10月31日現在の世帯数と人口は以下の通りである。
| 大字     | 世帯数  | 人口   |
| -------- | ------- | ------ |
| 平沼ノ内 | 901世帯 | 2043人 |

## 小・中学校の学区
市立小・中学校に通う場合、学区は以下の通りとなる。
| 番地 | 小学校               | 中学校               |
| ---- | -------------------- | -------------------- |
| 全域 | いわき市立豊間小学校 | いわき市立豊間中学校 |

## 交通

### 道路
- 福島県道15号小名浜四倉線
  - 豊間トンネル
  - 沼ノ内橋
- 福島県道382号豊間四倉線
  - 浜街橋
- 一級市道馬場八幡線

## バス
新常磐交通路線バス
- （いわき駅方面） - 神谷作入口 - 西原 - 原後 - 代之下
  - いわき駅～夏井～西原
- （いわき駅方面） - 神谷作入口 - 西原 - 諏訪原二丁目 - 沼の内新町 - 沼の内 - 弁天様前 - 切通し - （小名浜方面）
  - いわき駅～豊間～江名～小名浜
  - いわき駅～豊間～小名浜～泉駅
  - 小名浜～江名～いわき駅～平商
  - 小名浜～江名～豊間～光洋高校
  - 泉駅～江名～平工業高～いわき駅
- 西原 - 諏訪原二丁目 - 沼の内新町 - 沼の内 - 弁天様前 - 切通し - （小名浜方面）
  - 西原～江名～泉駅～湯本高校

## 施設
- 豊間漁港沼ノ内地区
- 沼ノ内防災緑地
- 沼ノ内公園
- 諏訪原公園
- 市営沼ノ内団地
- 中田横穴
- 塩屋崎カントリークラブ
- 真言宗賢沼寺
  - 沼ノ内弁財天
  - 賢沼大ウナギ生息地
- 愛宕地蔵
- 諏訪神社